# Boczów (województwo lubuskie)
Boczów (niem. Bottschow) – wieś w Polsce położona w województwie lubuskim, w powiecie sulęcińskim, w gminie Torzym.
W latach 1945−1954 i 1973−1976 miejscowość była siedzibą gminy Boczów. W latach 1954–1972 wieś należała i była siedzibą władz gromady Boczów. W latach 1975−1998 miejscowość administracyjnie należała do województwa zielonogórskiego.
Miejscowość położona jest przy drodze krajowej nr 92. Na zachód od wsi znajduje się węzeł autostrady A2. Do południowych krańców wsi przylega jezioro Rzepinko. Miejscowość dała nazwę stacji kolejowej na linii kolejowej nr 3.

## Zabytki
- kościół neogotycki z XIX wieku.

## Sport
W miejscowości działa piłkarski Klub Sportowy „Juwenia” Boczów, który został reaktywowany w 1999 roku i występujący w A-klasie.